# Enslev (Randers Kommune)
 For alternative betydninger, se Enslev. (Se også artikler, som begynder med Enslev)
Enslev er en landsby i Østjylland med 202 indbyggere i byområdet (2010). Enslev er beliggende 19 kilometer nord for Randers og 14 kilometer syd for Hadsund. Bebyggelsen ligger tre kilometer nord for Gjerlev.
Enslev ligger midt mellem Randers Fjord og Mariager Fjord. Området mellem de 2 fjorde kaldes (kaldtes) Ommersyssel. En senere betegnelse - og for et større område - er Kronjylland, som er egnen omkring Randers.
Bebyggelsen ligger i Region Midtjylland og hører under Randers Kommune. Enslev er beliggende i Enslev Sogn. Enslev Sogn og Randers Kommune grænser op til Region Nordjylland.
Enslev har en velbevaret forte i midten af landsbyen. (En forte var i landsbyfællesskabets tid et fælles areal beliggende midt i landsbyen). Som det fremgår af kommuneplanens smukke ord, ligger Enslev i en dal, og Enslev er delvis afgrænset af dalen / slugten. Planen taler om at "planlægge med udgangspunkt i landskabets former, så den markante dal fortsat definerer byen".
Enslev Kirke ligger i Enslev.
Omkring Enslev Forsamlingshus ligger et rekreativt område med legeplads, boldbane og bålplads samt 3 sheltere (dvs. bivuakker / træbarakker).

## Historie
Enslevs historie er beskrevet i bogen "Enslev skriver historie", 2011.
Jernbanen Randers-Hadsund kom i 1883, men ikke lige forbi Enslev, som ellers ligger tæt på landevejen mellem Randers og Hadsund. (Der er mindre end 2 km mellem Enslev og landevejen i Stangerum mod øst). Som det var almindeligt dengang, blev banens linieføring 'snoet' rundt i landskabet, for at betjene flest muligt byer. Så fra Gjerlev syd for Enslev blev banen ført østpå, tæt på Øster Tørslev og derfra nordpå til Dalbyover og Havndal. Gjerlev blev således Enslevs station på jernbanenettet. Jernbanen Randers-Hadsund blev nedlagt i 1969.